# Julija Bejhel'zymer
Julija Emanuïlivna Bejhel'zymer, accreditata come Yuliya Beygelzimer dalla WTA (in ucraino Юлія Емануїлівна Бейгельзимер?; Donec'k, 20 ottobre 1983), è un'ex tennista ucraina.

## Carriera
Vincitrice di dodici titoli ITF nel singolare e ben trentacinque nel doppio, Julija Bejhel'zymer ha anche fatto parte della squadra ucraina di Fed Cup.
Nei tornei del Grande Slam non è mai riuscita a superare il primo turno in singolare, mentre in doppio ha raggiunto il secondo turno in tre occasioni.
Al Barcelona Ladies Open 2012 ha battuto la numero 24 del mondo Flavia Pennetta al secondo turno. È stata in grado anche di battere giocatrici del calibro di Agnieszka Radwańska e Jelena Janković.
Al Roland Garros 2004 ha messo in seria difficoltà l'ex numero uno al mondo Jennifer Capriati, riuscendo a stapparle un set e a condurre di un break nel terzo parziale prima di subire la rimonta della statunitense.

## Statistiche

### Doppio

#### Vittorie (3)
| Legenda: Prima del 2009 | Legenda: Dal 2009     |
| ----------------------- | --------------------- |
| Grande Slam (0)         |                       |
| Ori Olimpici (0)        |                       |
| WTA Finals (0)          |                       |
| Tier I (0)              | Premier Mandatory (0) |
| Tier II (0)             | Premier 5 (0)         |
| Tier III (0)            | Premier (0)           |
| Tier IV (2)             | International (1)     |

| N. | Data            | Torneo                              | Superficie  | Partner              | Avversarie in finale                    | Punteggio in finale |
| 1. | 12 ottobre 2003 | Tashkent Open, Tashkent             | Cemento     | Tat'jana Puček       | Li Ting Tian-Tian Sun                   | 6-3, 7-6(0)         |
| 2. | 7 luglio 2005   | Internazionali di Modena, Modena    | Terra rossa | Mervana Jugić-Salkić | Gabriela Navrátilová Michaela Paštiková | 6-2, 6-0            |
| 3. | 13 aprile 2014  | BNP Paribas Katowice Open, Katowice | Cemento (i) | Ol'ga Savčuk         | Klára Koukalová Monica Niculescu        | 6-4, 5-7, [10-7]    |

#### Sconfitte (4)
| Legenda: Prima del 2009 | Legenda: Dal 2009     |
| ----------------------- | --------------------- |
| Grande Slam (0)         |                       |
| Argenti Olimpici (0)    |                       |
| WTA Finals (0)          |                       |
| Tier I (0)              | Premier Mandatory (0) |
| Tier II (0)             | Premier 5 (0)         |
| Tier III (2)            | Premier (0)           |
| Tier IV (0)             | International (2)     |

| N. | Data              | Torneo                           | Superficie    | Partner              | Avversarie in finale                  | Punteggio in finale |
| 1. | 29 luglio 2001    | Orange Prokom Open, Sopot        | Terra rossa   | Anastasija Rodionova | Joannette Kruger Francesca Schiavone  | 4-6, 0-6            |
| 2. | 24 settembre 2006 | Sunfeast Open, Calcutta          | Sintetico (i) | Juliana Fedak        | Liezel Huber Sania Mirza              | 4-6, 0-6            |
| 3. | 15 febbraio 2009  | PTT Pattaya Open, Pattaya        | Cemento       | Vitalija D'jačenko   | Tamarine Tanasugarn Jaroslava Švedova | 3-6, 2-6            |
| 4. | 8 marzo 2015      | BMW Malaysian Open, Kuala Lumpur | Cemento       | Ol'ga Savčuk         | Liang Chen Wang Yafan                 | 6-4, 3-6, [4-10]    |

## Risultati in progressione
| Sigla | Risultato               |
| ----- | ----------------------- |
| V     | Vincitore               |
| F     | Finalista               |
| SF    | Semifinalista           |
| O     | Oro olimpico            |
| A     | Argento olimpico        |
| SF    | Bronzo olimpico         |
| QF    | Quarti di Finale        |
| 4T    | Quarto turno            |
| 3T    | Terzo turno             |
| 2T    | Secondo turno           |
| 1T    | Primo turno             |
| RR    | Round Robin             |
| LQ    | Turno di qualificazione |
| A     | Assente                 |
| ND    | Non disputato           |

| Legenda superfici    |
| -------------------- |
| Cemento              |
| Terra battuta        |
| Erba                 |
| Superficie variabile |

### Singolare nei tornei del Grande Slam
| Torneo          | 2002 | 2003 | 2004 | 2005 | 2006 | 2007 | 2008 | 2009 | 2010 | 2011 | 2012 | 2013 | 2014 | 2015 | V--S |
| --------------- | ---- | ---- | ---- | ---- | ---- | ---- | ---- | ---- | ---- | ---- | ---- | ---- | ---- | ---- | ---- |
| Australian Open | A    | A    | A    | A    | A    | 1T   | A    | A    | A    | A    | A    | A    | A    | A    | 0-1  |
| Open di Francia | A    | A    | 1T   | A    | 1T   | 1T   | A    | A    | A    | A    | A    | 1T   | 1T   |      | 0-5  |
| Wimbledon       | A    | A    | 1T   | A    | A    | A    | A    | A    | A    | A    | A    | A    | A    |      | 0-1  |
| US Open         | A    | 1T   | A    | A    | 1T   | A    | A    | A    | A    | A    | A    | A    | A    |      | 0-2  |
| Totale          | 0-0  | 0-1  | 0-2  | 0-0  | 0-2  | 0-2  | 0-0  | 0-0  | 0-0  | 0-0  | 0-0  | 0-1  | 0-1  | 0-0  | 0-9  |

### Doppio nei tornei del Grande Slam
| Torneo          | 2002 | 2003 | 2004 | 2005 | 2006 | 2007 | 2008 | 2009 | 2010 | 2011 | 2012 | 2013 | 2014 | 2015 | V--S |
| --------------- | ---- | ---- | ---- | ---- | ---- | ---- | ---- | ---- | ---- | ---- | ---- | ---- | ---- | ---- | ---- |
| Australian Open | A    | A    | 2T   | 2T   | 1T   | 1T   | A    | A    | A    | A    | A    | A    | A    | 1T   | 2-5  |
| Open di Francia | 1T   | A    | 1T   | 1T   | 1T   | A    | A    | A    | A    | A    | A    | A    | A    |      | 0-4  |
| Wimbledon       | A    | 1T   | 2T   | 2T   | 1T   | A    | A    | A    | A    | A    | A    | A    | 2T   |      | 3-5  |
| US Open         | A    | 2T   | 1T   | 1T   | 1T   | A    | A    | A    | A    | A    | A    | A    | 1T   |      | 1-5  |
| Totale          | 0-1  | 1-1  | 2-4  | 2-4  | 0-4  | 0-1  | 0-0  | 0-0  | 0-0  | 0-0  | 0-0  | 0-0  | 1-2  | 0-1  | 6-19 |

### Doppio misto nei tornei del Grande Slam
Nessuna partecipazione